# 微软保留分区
微软保留分区（Microsoft Reserved Partition，缩写MSR）是使用GUID分区表（GPT）儲存裝置的必需分区。其全局唯一标识符（GUID）为E3C9E316-0B5C-4DB8-817D-F92DF00215AE。这个分区只适用于使用GUID分区表的存储设备而不适用于使用传统的主引导记录（MBR）分区表的存储设备。根据微软的文档，这个分区的用途目前是保留的，暂时不会保存有有用的数据，未来可能用作某些特殊用途。
在将存储器格式化为使用GUID分区表时，微软保留分区就会自动分出，并不能删除。微软保留分区的位置必须在EFI系统分区（ESP）和所有OEM服务分区之后，但是紧接在第一个数据分区之前。对于不大于16GB的存储器上，微软保留分区的初始大小为32MB；在更大的存储器上，其初始大小为128MB。但是它的大小在后续的使用中可能自动缩小，例如在把基本磁盘转换为动态磁盘时。